# DreamHack
Il DreamHack è il più grande festival dedicato al computer del mondo, un evento con concerti live, concorsi di arte digitale, demoscene e competizioni di videogiochi. L'evento è organizzato due volte all'anno presso il centro fieristico Elmia a Jönköping, Svezia.

## Scorse edizioni
| Evento       | Visitatori  | Visite uniche    | Velocità Internet | Montepremi    | Note                                                     |
| ------------ | ----------- | ---------------- | ----------------- | ------------- | -------------------------------------------------------- |
| DHS12        |             |                  |                   | 1,360,000 SEK |                                                          |
| DHW11        | 20,984 (WR) | 1.6 milioni (WR) | 120 Gbit/s (WR)   | 1,065,500 SEK |                                                          |
| DHS11        | ~16,000     | ~700,000         | 20 Gbit/s         | 832,508 SEK   |                                                          |
| DHW10        | 13,608 (WR) | ~200,000         |                   | 700,000 SEK   |                                                          |
| DHS10        | 8,000       |                  |                   |               |                                                          |
| DHW09        | 11,500      |                  |                   |               |                                                          |
| DHS09        | 9,000       |                  |                   |               |                                                          |
| DHW08        | 11,000      |                  |                   |               |                                                          |
| DHS08        | 7,500       |                  |                   |               |                                                          |
| DHW07        | 13,000 (WR) |                  |                   |               | First time with 40Gbit Internet.                         |
| DHS07        | 6,000       |                  |                   |               |                                                          |
| DHW06        | 10,638 (WR) |                  |                   |               | New World Record                                         |
| DHS06        | 5,000       |                  |                   |               |                                                          |
| DHW05        | 7,538       |                  |                   |               | This was the 10th anniversary event.                     |
| DHS05        | 5,000       |                  |                   |               |                                                          |
| DHW04        | 5,272 (WR)  |                  |                   |               | First Official World Record.                             |
| DHS04        | 4,500       |                  |                   |               |                                                          |
| DHW03        | 5,000       |                  |                   |               |                                                          |
| DHS03        | 4,000       |                  |                   |               |                                                          |
| DHW02        | 5000        |                  |                   |               |                                                          |
| DHS02        | 3,000       |                  |                   |               |                                                          |
| DreamHack 01 | 5,000       |                  |                   |               | First event in Jönköping.                                |
| DreamHack 00 | 3,000       |                  |                   |               |                                                          |
| DreamHack 99 | 3,000       |                  |                   |               |                                                          |
| DreamHack 98 | 1,800       |                  |                   |               |                                                          |
| DreamHack 97 | 750 (SR)    |                  |                   |               | First event in Borlänge. Swedish record in participants. |
| DreamHack 96 | 120         |                  |                   |               |                                                          |
| DreamHack 95 | 80          |                  |                   |               |                                                          |
| DreamHack 94 | 40          |                  |                   |               | First event in Malung                                    |